# Гранитный (Акмолинская область)
Гранитный (каз. Гранитный) — село в Зерендинском районе Акмолинской области Казахстана. Входит в состав Конысбайского сельского округа. Код КАТО — 115649300.

## География
Село расположено на севере района, в 58 км на северо-восток от центра района села Зеренда, в 6 км на восток от центра сельского округа села Конысбай.

### Улицы[2]
- микрорайон Гранитный.

### Ближайшие населённые пункты
- село Васильковка в 3 км на севере,
- село Чаглинка в 4 км на юго-востоке,
- село Конысбай в 6 км на западе,
- станция Жаманаши в 7 км на востоке,
- город Кокшетау в 14 км на юге.

## Население
В 1989 году население села составляло 2426 человек (из них русских 48%, казахов 20%).
В 1999 году население села составляло 498 человек (241 мужчина и 257 женщин). По данным переписи 2009 года, в селе проживало 515 человек (258 мужчин и 257 женщин).
| Численность населения | Численность населения | Численность населения |
| 1989                  | 1999                  | 2009                  |
| --------------------- | --------------------- | --------------------- |
| 2426                  | ↘498                  | ↗515                  |